# Ваимеа (округ Кауаи)

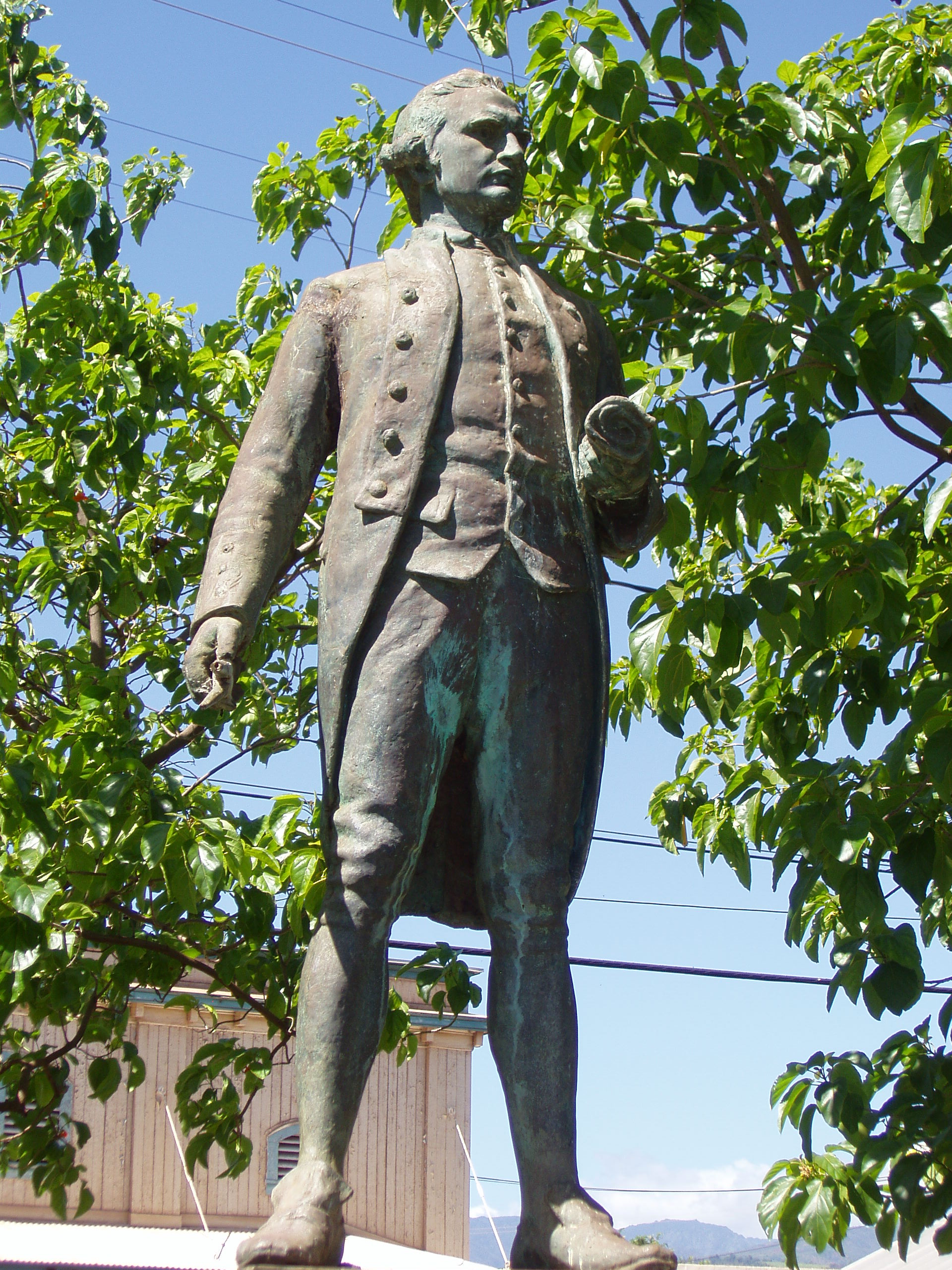
Статуя капитана Джеймса Кука в Ваимеа, в память его первой высадки на Гавайских островах (январь 1778 года)

Ваимеа (гав. Waimea — букв. «красная вода») — статистически обособленная местность, расположенная в округе Кауаи, штат Гавайи, США.

## История
В 1778 году в Ваимеа высадились первые европейцы, достигшие Гавайских островов, благодаря этому на острове Кауаи имеется дерзновенный лозунг: «Исходное местоназначение посетителя Гавайев».
Ваимеа является традиционным местом туризма, особенно популярны путешествия по близлежащим каньонам и горным хребтам.

## География

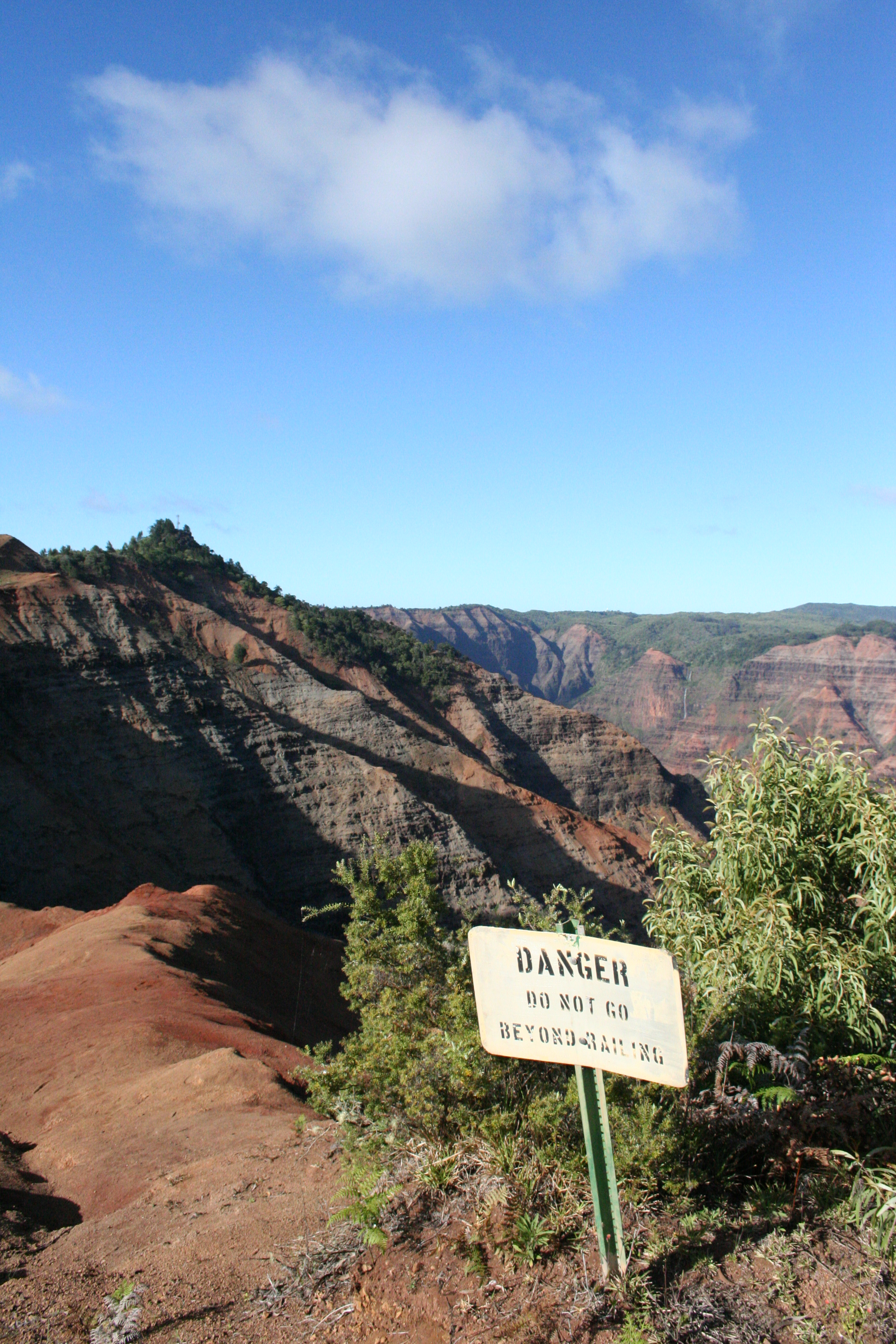
Горная гряда близ Ваимеа

Согласно Бюро переписи населения США статистически обособленная местность Ваимеа имеет общую площадь 3,3 квадратных километров, из которых 2,7 км2 относится к суше и 0,6 км2 или 18,6 % — к водным ресурсам.

## Демография
По данным переписи населения за 2000 год в Ваимеа проживало 1787 человек, насчитывалось 620 домашних хозяйств, 456 семей и 676 жилых домов. Средняя плотность населения составляла около 541,5 человек на один квадратный километр.
Расовый состав Ваимеа по данным переписи распределился следующим образом: 12,7 % белых, 0,1 % — чёрных или афроамериканцев, 0,2 % — коренных американцев, 43 % — азиатов, 12,3 % — коренных жителей тихоокеанских островов, 30,6 % — представителей смешанных рас, 1,1 % — других народностей. Испаноговорящие составили 7,2 % населения.
Из 620 домашних хозяйств в 33,2 % — воспитывали детей в возрасте до 18 лет, 52,3 % представляли собой совместно проживающие супружеские пары, в 15,6 % семей женщины проживали без мужей, 26,3 % не имели семьи. 22,1 % от общего числа семей на момент переписи жили самостоятельно, при этом 10,5 % составили одинокие пожилые люди в возрасте 65 лет и старше. В среднем домашнее хозяйство ведут 2,8 человек, а средний размер семьи — 3,27 человек.
Население Ваимеа по возрастному диапазону (данные переписи 2000 года) распределилось следующим образом: 26,1 % — жители младше 18 лет, 7,2 % — между 18 и 24 годами, 22,4 % — от 25 до 44 лет, 24,8 % — от 45 до 64 лет и 19,5 % — в возрасте 65 лет и старше. Средний возраст жителей составил 41 год. На каждые 100 женщин приходилось 94 мужчины, при этом на каждые сто женщин 18 лет и старше приходилось 86,8 мужчин также старше 18 лет.

## Экономика
Средний доход на одно домашнее хозяйство Ваимеа составил 44 398 долларов США, а средний доход на одну семью — 46 591 доллар. При этом мужчины имели средний доход в 38 542 доллара в год против 26 513 долларов среднегодового дохода у женщин. Доход на душу населения составил 18 778 долларов в год. 8,1 % от всего числа семей в местности и 11,5 % от всей численности населения находилось на момент переписи за чертой бедности, при этом 16,2 % из них были моложе 18 лет и 8,7 % в возрасте 65 лет и старше.
В поселении имеется средняя школа.